# Andrea Schmitt
Andrea Schmitt (* 14. April 1988 in Erlangen, Bayern) ist eine deutsche Schauspielerin.

## Leben
Schmitt wuchs in Hemhofen in der Nähe von Erlangen auf. Erste schauspielerische Erfahrungen machte Schmitt bereits bei verschiedenen Schulprojekten und in dem Spielfilm Unter der Sonne.
Im Juni 2009 wurde sie bei einem öffentlichen Casting des Bayerischen Rundfunks aus über 30 Bewerberinnen für eine Rolle in der Seifenoper Dahoam is Dahoam ausgewählt. Ursprünglich hatten sich im Vorfeld über 150 Kandidatinnen für die Fernsehrolle beworben. Die Dreharbeiten mit Schmitt begannen im Juli 2009. Seit September 2009 ist Schmitt in einer Serienhauptrolle als Nina Kreutzer in der Fernsehserie Dahoam is Dahoam zu sehen. Sie spielt darin die flippige und pubertierende Nichte des Apothekers Bamberger, der von Horst Kummeth dargestellt wird. Seit September 2012 pausiert Andrea Schmitt bei Dahoam is Dahoam aufgrund ihrer Schwangerschaft.
Schmitt studierte nach dem Abitur drei Semester Wirtschaftswissenschaften und Betriebswirtschaftslehre an der Universität Erlangen-Nürnberg; 2010 unterbrach sie ihr Studium wegen ihrer Fernsehtätigkeit.
Schmitt lebt aktuell (Stand: 2010) in München.

## Filmografie
- 2009–2012: Dahoam is Dahoam